# Roeperocharis bennettiana
Roeperocharis bennettiana är en orkidéart som beskrevs av Heinrich Gustav Reichenbach. Roeperocharis bennettiana ingår i släktet Roeperocharis och familjen orkidéer. Inga underarter finns listade i Catalogue of Life.

## Bildgalleri

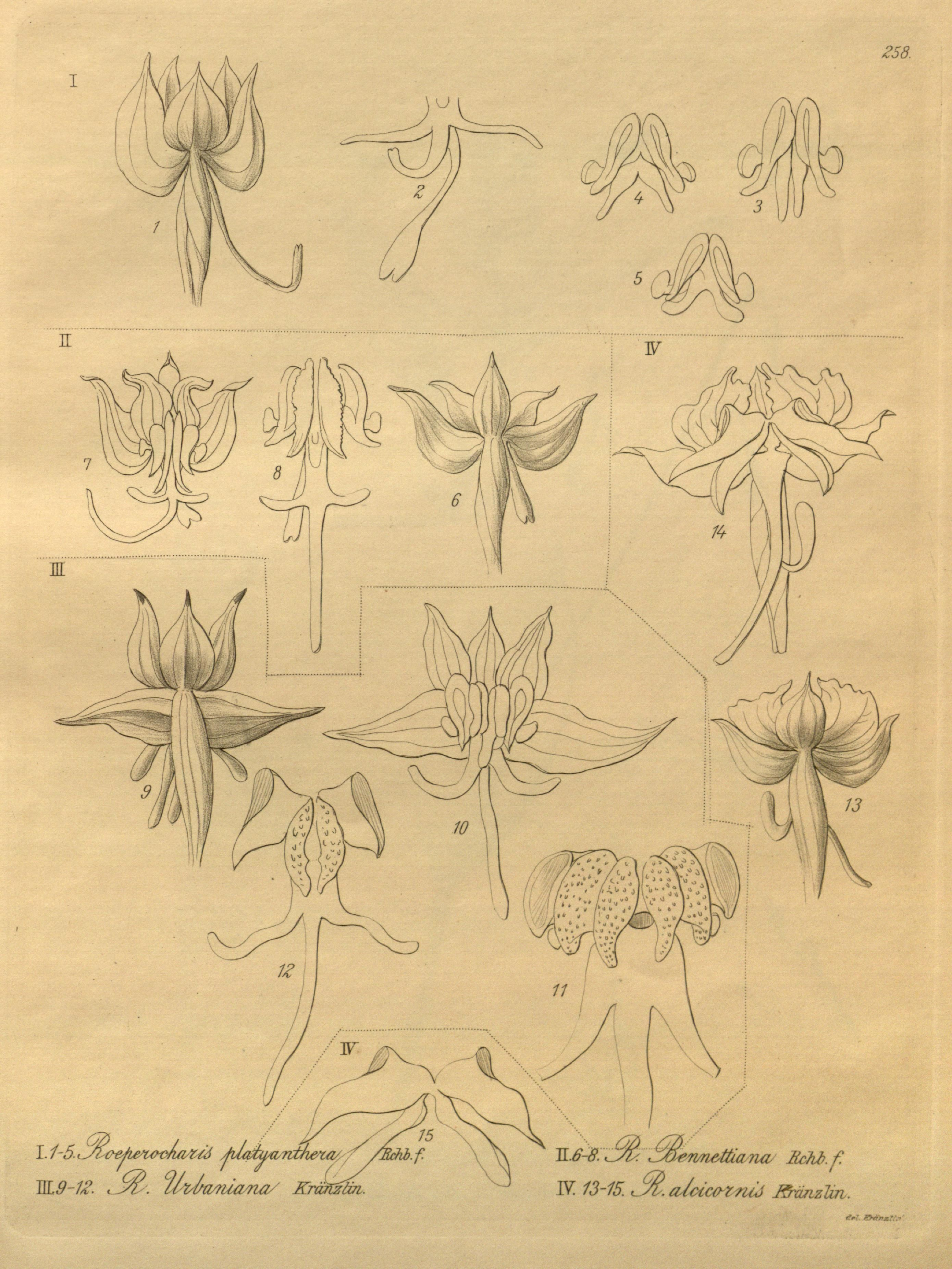